# Обербойгінген
Обербойгінген (нім. Oberboihingen) — громада в Німеччині, знаходиться в землі Баден-Вюртемберг. Підпорядковується адміністративному округу Штутгарт. Входить до складу району Есслінген.
Площа — 6,31 км2. Населення становить 5583 ос. (станом на 31 грудня 2020).